# Poecile superciliosus
Poecile superciliosus là một loài chim trong họ Paridae.